# 山崎二休
山崎 二休（やまざき にきゅう、天文23年（1554年）-寛永8年（1631年））は、琉球王国の医師。北陸越前の人。号は二休、名は守三。

## 人物・生涯
越前出身で医師となったが、更に医術を高めるべく修行していたところ、「南海の琉球国には唐渡りの優れた医術がある」と伝え聞き、尚寧王の初年頃（1589年頃）琉球に渡航し那覇に居を構えた。しかし当時の琉球では医術は遅れており、逆にその腕が認められ王の侍医に取り立てられた。
『球陽』の記述では、慶長14年（1609年）の薩摩島津氏による琉球侵攻（琉球入り）にあたって首里城西櫓の防備に就き、法元弐右衛門の部隊を撃退した。和睦成立後、城を出て自宅に帰ろうとして歩いている途中、法元の部隊に捕らえられた。「日本人がなぜ琉球に味方するのか」と問われ、「琉球に恩義があるからである」と返答した。翌日、王は薩摩兵に金品を送って山崎を助命した。王の薩摩行きに同行を志願したが、留守を守るよう諭された。
二休の三男、休意（1611年-1662年、名は守庸、唐名は葉自意）は寛永14年（1637年）より3年間京都に留学し、寿徳庵玄由に師事した。医師としての令名高く、慶安4年（1651年）には知行30石と屋敷を与えられた。琉球の医術は遅れていたために慶長18年（1613年）より薩摩の医師が派遣されていたが、この年に休意の技量が薩摩藩にも認められ以後取りやめとなった。同家は6代に渡り医師を輩出した。
子孫に葉氏伊集家などがある。